# Juridiskt kön
Juridiskt kön är det kön som lagen anser att en person har. I många länder innebär detta detsamma som det kön som finns registrerat i folkbokföringen eller liknande register. Ofta markeras denna juridiska tillhörighet på något sätt i identitetshandlingar, exempelvis pass.

## Konsekvenser av juridiskt kön
Många länder har olika lagar och bestämmelser för män och kvinnor, vilket brukar hänföras till just den juridiska status en person har som man eller kvinna. Det kan i västvärlden handla om allt från olika pensionsåldrar, olika försäkringsvillkor, olika skyldighet att göra värnplikt, olika rätt till föräldraledighet och barnbidrag till rätt att gifta sig bara med någon av motsatt juridiskt kön. I en del länder finns större juridiska skillnader, omfattande allt från skillnader i arvsrätt och skydd mot sexuellt våld till rösträtt. 

## Flera juridiska kön, byte av juridiskt kön
Vanligen har ett land två juridiska kön, men Indien tillämpar ett system med tre juridiska kön, efter en lång kamp från den del av befolkningen som är hijras. Andra länder som har fler än två juridiska kön är Nepal, Pakistan, Australien, Nya Zeeland, Sydafrika och Tyskland.
Att införa ett tredje juridiskt kön i Sverige är en fråga som drivs av bland annat Socialdemokraterna, som önskar utreda hur detta kan införas i Sverige. Vid sidan om Socialdemokraterna är bland riksdagspartierna även Miljöpartiet och Vänsterpartiet positivt inställda till att införa ett tredje juridiskt kön. Centerpartiet och Liberalerna önskar utreda frågan vidare innan de ställer sig för eller emot.
I många länder är det numera möjligt att, också när det inte handlar om initiala felregistreringar, byta juridiskt kön. Möjligheten är i samtliga länder begränsad till intersexuella och transsexuella personer, och kräver i allmänhet först vissa medicinska ingrepp för att godkännas, allt från sterilisering till könskorrigerande operationer. Storbritannien, Italien, Portugal, Argentina, Spanien, Sverige och delar av USA accepterar att transsexuella personer byter juridiskt kön utan någon typ av medicinska ingrepp. I Sverige krävs att personen är myndig och har bott i landet ett år.

## Villkor för byte av juridiskt kön
Finland var det sista landet i Norden som krävde sterilisering innan byte av juridiskt kön och krav på att lagen skulle ändras hade ett brett understöd. Bland annat undertecknades år 2016 en motion om ändringen av lagen av 65 av riksdagens 200 ledamöter. Redan år 2013 tillsattes en arbetsgrupp för att bereda ett lagförslag i vilket kravet på sterilitet skulle avlägsnas. Slutrapporten blev färdig 2015, efter en förlängning av mandatperioden. Lagändringen genomfördes 2024 under regeringen Marin. 